# Xã Forester, Michigan
Xã Forester (tiếng Anh: Forester Township) là một xã thuộc quận Sanilac, tiểu bang Michigan, Hoa Kỳ. Năm 2010, dân số của xã này là 1.011 người.